# Corpúsculos de Pacini
Los corpúsculos de Pacini son uno de los cinco tipos de mecanorreceptores que existen: en concreto, son receptores sensoriales de la piel que responden a las vibraciones rápidas y la presión mecánica profunda. Poseen una cápsula de tejido conectivo más desarrollada y tienen varios milímetros de longitud. Los corpúsculos son elipsoidales y poseen una cápsula compuesta por numerosas capas de células de tejido conectivo aplanadas. Cada capa o lámina está separada de las demás por fibras de colágeno y material amorfo. La cápsula rodea un espacio central. Cada corpúsculo recibe una fibra nerviosa gruesa mielínica, que pierde su vaina de mielina y penetra la piel en el espacio central donde también pierde su vaina de Schwann. El axón desnudo recorre el espacio central sin ramificarse y forma un engrosamiento terminal.
Son receptores de rápida adaptación que responden únicamente al inicio y final de la desviación mecánica, y a las vibraciones de alta frecuencia.
Los corpúsculos de Pacini se encuentran, por ejemplo, en el tejido conectivo subcutáneo y en la dermis reticular y son especialmente numerosos en la mano y el pie. Además, se encuentran en el periostio, las membranas interóseas, el mesenterio, el páncreas y los órganos sexuales. Envían información acerca del movimiento de las articulaciones.

## Epónimo
Filippo Pacini (1812-1883) presentó en 1835 en la "Società médico-fisica" de Florencia su descubrimiento de los corpúsculos que ahora llevan su nombre.